# Église Santa Maria Nova de Vicence
L’église Santa Maria Nova, avec la Chapelle Valmarana, est le seul bâtiment religieux construit dans la ville de Vicence, en Vénétie et dont le projet est attribué à l’architecte italien de la Renaissance Andrea Palladio. 
Cet édifice a une histoire intéressante puisque l’attribution à l’architecte de la Vénétie a été contestée à plusieurs reprises. Cependant, les spécialistes sont à présent d’accord pour en attribuer la paternité à Palladio ; en effet, au niveau architectural, plusieurs éléments sont retrouvés dans d’autres de ses projets. 
Domenico Groppino, un étudiant de Palladio, a suivi les travaux de construction qui remontent vraisemblablement à 1578, conformément à la volonté testamentaire de Lodovico Trento, représentant de la noblesse de Vicence. D’autres témoignages suggèrent que la construction a commencé en 1585 ou 1594, mais ce qui est sûr c’est qu’en 1600, au moins vingt ans après la mort de son architecte, l’église était terminée.  

## Palladianisme

### Contexte culturel
L’architecture de la Renaissance se développe en Italie et se répand progressivement dans le reste de l’Europe entre le début du XVe  et le début du  XVIIe siècle. Il s’agit d’une période où les érudits italiens cherchent à s’inspirer et à surpasser la période des Grecs et Romains, considérés comme étant le plus haut exemple de culture et de pensée. La Renaissance s’oriente ensuite vers le Maniérisme qui a été marqué, en Italie, par les créations de Michel-Ange, Giulio Romano et Andrea Palladio. Ce dernier développe un style connu dans le monde sous le nom de Palladianisme. Comme l’architecte, d’où il prend l’appellation, le Palladianisme naît en Vénétie pendant la Renaissance.

### Œuvre de Palladio
Dans ses œuvres, Palladio s’inspire des principes stylistiques de l’architecte romain Vitruve et de son disciple Leon Battista Alberti. 
Les projets les plus célèbres de l’architecte sont ses villas, dont on trouve plusieurs exemples dans la ville de Vicence, inscrite sur la liste du patrimoine mondial à partir de 1994. Ces édifices sont conçus en suivant les proportions mathématiques plutôt que les ornements typiques de la Renaissance. C’est ainsi qu’on trouve les traits distinctifs des temples romains dans les façades de ses villas, signe caractéristique de son œuvre. La description des critères employés dans la création de ses édifices est illustrée dans son traité « Les Quatre Livres de l’architecture ».

## Église de Santa Maria Nova

### Histoire
L’église de Santa Maria Nova, avec la Cappella Valmarana, est la seule construction religieuse de Palladio construite à Vicence. En effet, les autres bâtiments se concentrent plutôt dans la zone de Venise. 
La construction de l’édifice religieux a été commanditée par Lodovico Trento dans son testament de 1578, réalisée par Domenico Groppino en suivant le projet de Palladio et terminé avant 1600. La paternité du projet a été contestée, mais grâce à sa ressemblance à la structure du fronton de l’église de San Francesco à Venise, les spécialistes l’attribuent aujourd’hui à l’architecte de la Vénétie.
Le XVIIe siècle a été la période de plus grande splendeur de l’église, même si la couverture avait déjà été restaurée, mais au XIXe siècle, à la suite de la prise de Napoléon et à l’abandon, le bâtiment religieux s’est dégradé. Cependant, l’église a été restaurée récemment par la commune de Vicence, propriétaire de l’édifice.

### Description
L’église de Santa Maria Nova se compose d’une seule nef dont les murs sont divisés par des demi-colonnes corinthiennes qui rejoignent le plafond à caissons en bois. Entre les demi-colonnes on peut observer des arcs et des carrés avec des encadrements en stuc. 
La façade de l’église reprend la structure typique d’un temple romain. Elle est divisée en trois sections par quatre demi-colonnes d’ordre corinthien qui soutiennent le tympan du fronton. Celui-ci a une forme triangulaire et abrite au centre un œil de bœuf. Dans la section centrale on trouve le portail qui est au centre d’un arc aveugle. Enfin, les sections latérales abritent à leur tour des niches surmontées par des carrés aveugles rectangulaires.
L’intérieur était richement décoré avec les toiles des plus grands peintres de Vicence du XVe  et  XVIe siècle, tels que Alessandro Maganza, Andrea Vicentino, Palma il Giovane, Francesco Maffei et Giulio Carpioni. La majorité des œuvres de ces artistes ont disparu au début du XIXe siècle, mais une partie est conservée aujourd’hui à Palazzo Chiericati, un autre édifice du Palladio.